# 厦门市博物馆
厦门市博物馆是福建省厦门市的地志博物馆，本部位于思明区体育路95号，内有7个展厅，从不同层面展示厦门的历史文化与地域特色，其下还设有纪念馆、旧址、故居和祠堂等6个馆所。厦门市博物馆成立于1983年，最初依托鼓浪屿八卦楼办展，2006年新馆改造完毕后迁入现址。2024年，厦门市博物馆入选中华人民共和国国家一级博物馆。

## 历史沿革

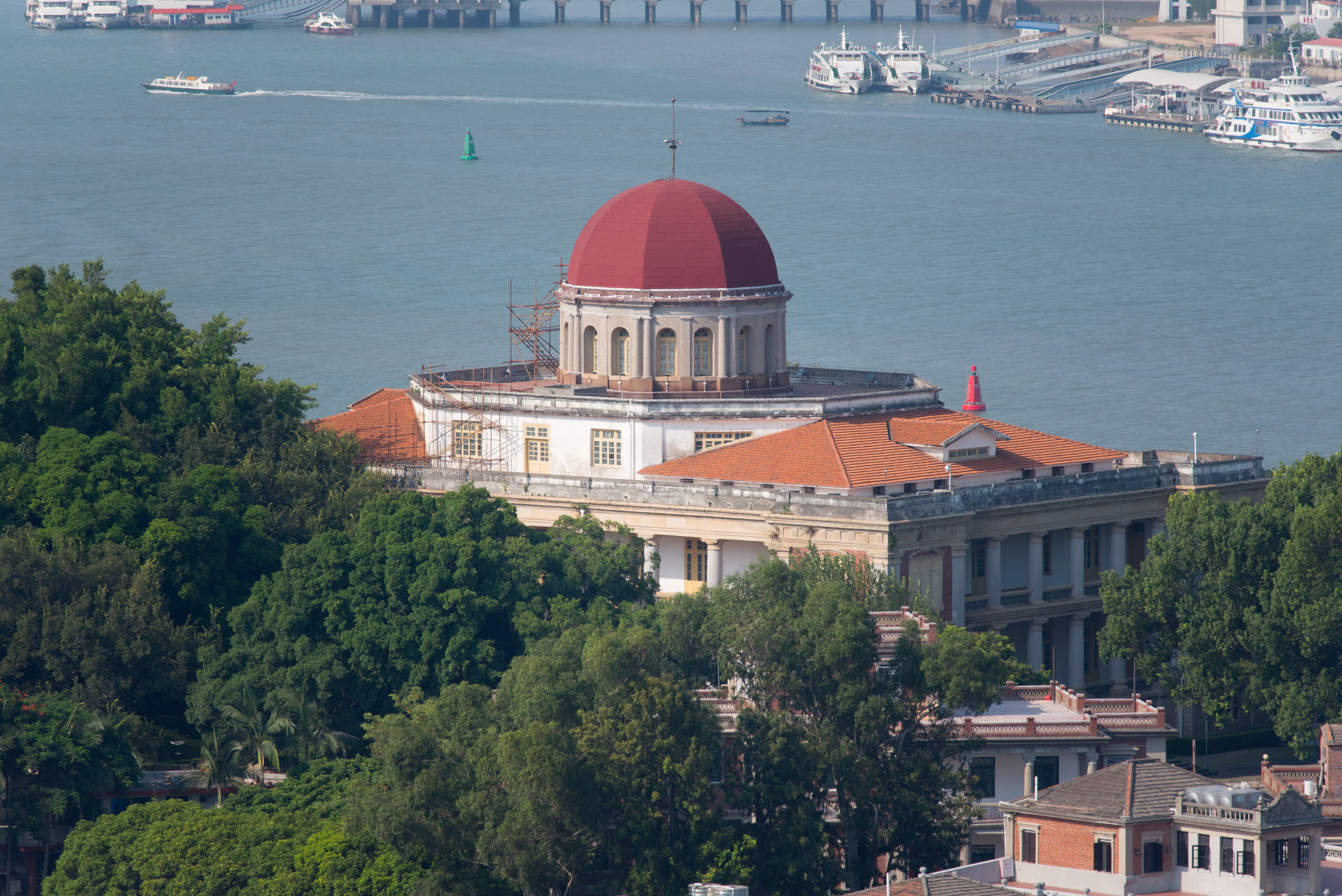
厦门市博物馆原址八卦楼，现辟为“鼓浪屿风琴博物馆”。

厦门市博物馆始于1983年筹建，1988年依托鼓浪屿上的八卦楼正式开放。2004年，厦门市人民政府开始将原厦门工程机械厂旧址改建为厦门市文化艺术中心，2006年建成后，厦门市博物馆迁入文化艺术中心内的新址。
2006年6月文博机构改革后，厦门郑成功纪念馆、厦门经济特区纪念馆和厦门市文化遗产保护中心并入厦门市博物馆机构，后厦门破狱斗争旧址、陈公祠和陈胜元故居陆续划归厦门市博物馆管理。2018年，厦门市博物馆被中国博物馆协会评为第三批国家二级博物馆，2019年加挂“厦门市文化遗产保护中心”的牌子，2024年升格为第五批国家一级博物馆。

## 本馆展览
厦门市博物馆馆舍位于思明区体育路95号，整体为长方体钢结构现代建筑，总体面积52300平方米，建筑整体分三层，其中展厅设置在一、二两层，另设有会议室、贵宾室和多功能学术报告厅；三层为文物库房，面积2280平方米。博物馆内有藏品7万余件（套），其中珍贵文物（国家一级文物、二级、三级文物）共计4216件（套），包括石雕、玉器、陶瓷器、字画以及国际友谊礼品、民俗文物等品类。
设置在博物馆一、二层的展厅共有7个，包括4个常设展厅和3个临时展厅，展陈面积达9981平方米。固定展出的基本陈列包括：
- 厦门历史陈列：共分“序厅”“历史人物长廊”“史前文化与文明初现”“汉人南拓与社会发展”“海防重镇与复台基地”“贸易港口与城市发展”以及“志士仁人与英勇篇章”七个部分，介绍厦门市自史前的旧石器时代末期至1949年之前的发展历程。该陈列采用文物图片展览与多媒体技术结合的方式展示相关内容，曾在2009年入选“福建省十大精品陈列奖”。[2][7]
- 闽台古石雕大观园：分室内外两部分石雕展示，室内部分主要展示建筑、宗教及祖宗崇拜性质的石雕，室外则以模仿园林的广场形式呈现寺院、碑坊、农村小院等场景的石雕造像。[2][7]
- 馆藏文物精品陈列：分为“抟泥幻化”“玉润华光”“翰墨飘香”“金辉银韵”以及“中国工艺美术大师——蔡水况漆线雕作品”五部分，展出瓷器、玉器、书画、金属器等珍贵文物216件（套）。[2][7]
- 闽台民俗陈列：以一年四季为主线，展出闽南及台湾地区相同、相似的人生礼仪、衣食住行、耕作渔获、商旅经贸、艺阵和宗教信仰等民俗文化[2][7]。该陈列在旧馆的前身“闽台民俗展”曾入选1998年中华人民共和国“全国文物陈列十大精品奖”[6]。

在四个常设陈列之外，厦门市博物馆亦多次举办各类主题的临时展览，主题涵盖厦门历史文化、艺术精品、地域特色、文物保护及其技术、红色文化、对外交往及民俗信仰等，此外，厦门市博物馆亦曾与福建省内及新疆、宁夏、广东、云南、河北、江西等省区内的各类博物馆联合办展。

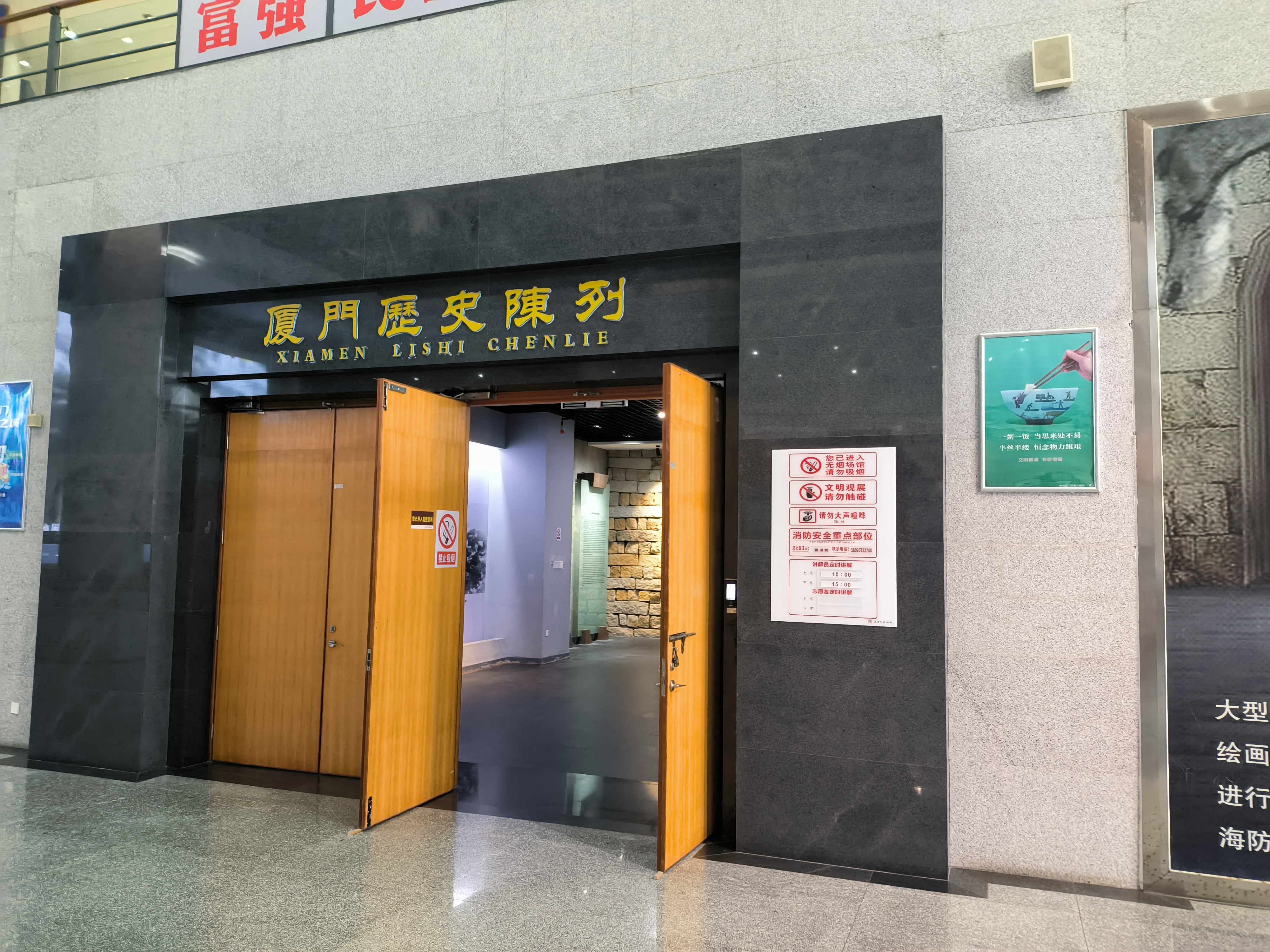
博物馆主馆内的“厦门历史陈列”展正门。
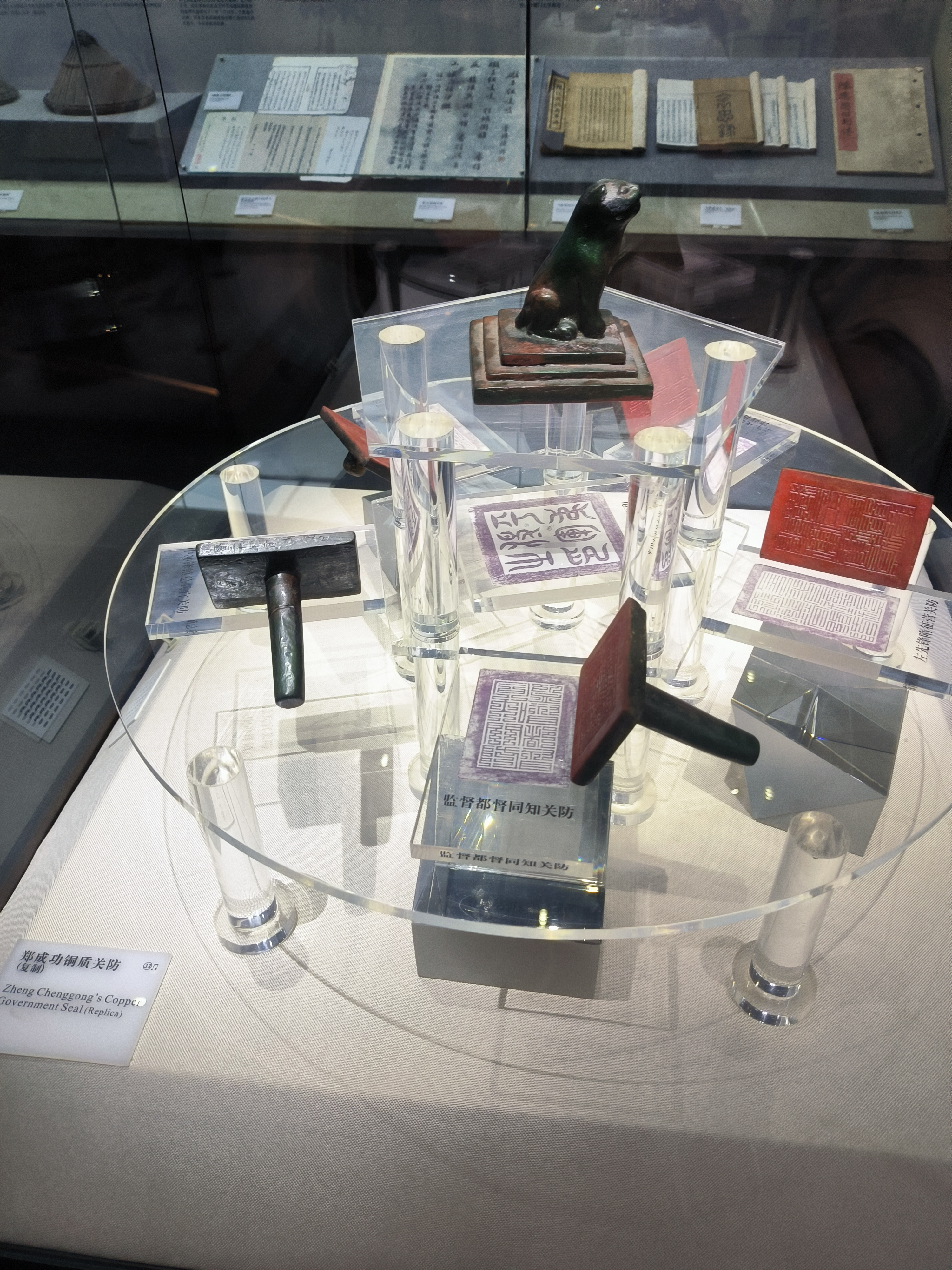
“厦门历史陈列”展出的关防、虎符、文书等文物。
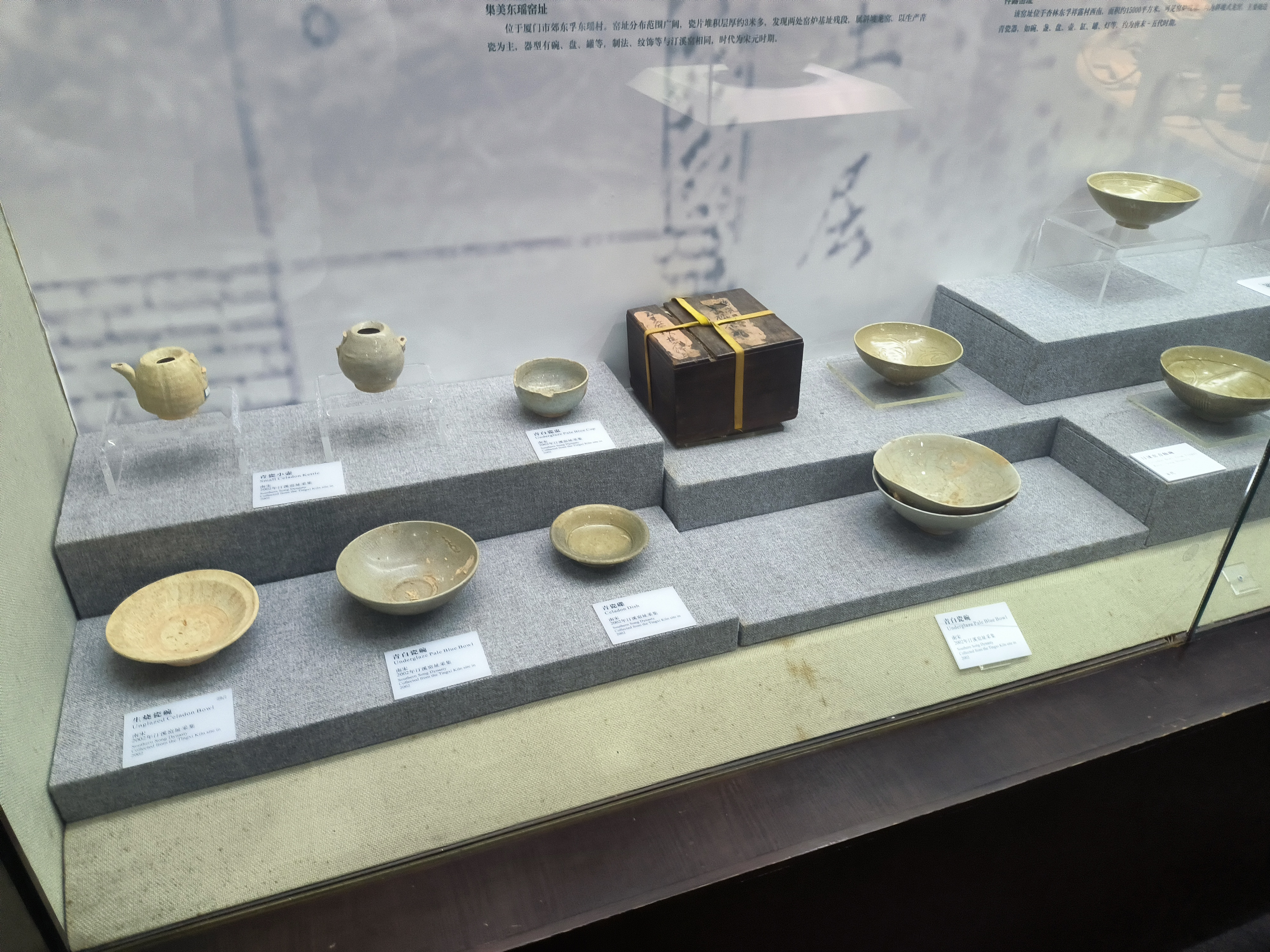
“厦门历史陈列”展出的汀溪窑址出土文物。
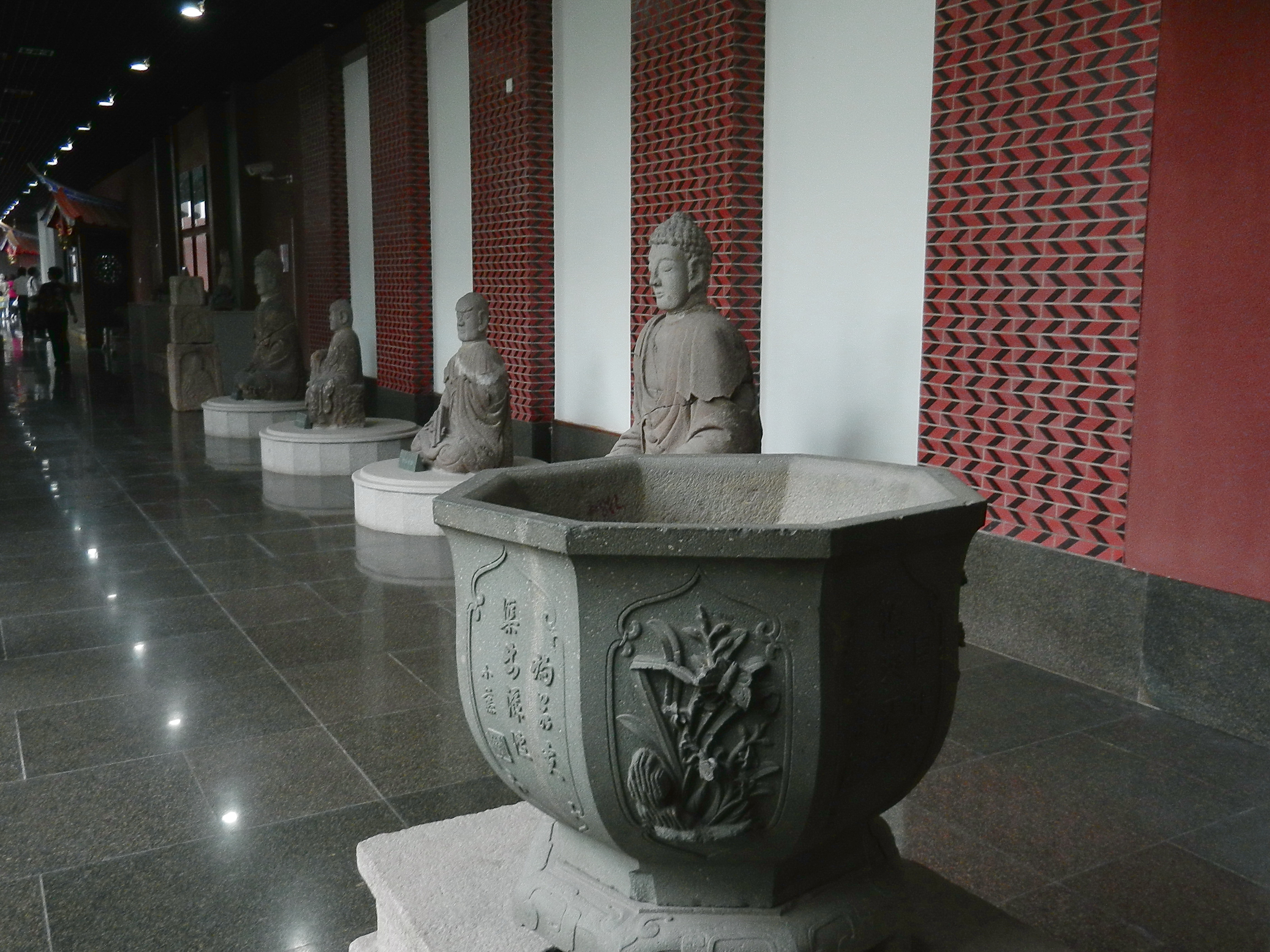
博物馆主馆内“闽台古石雕大观园”展陈的石雕。
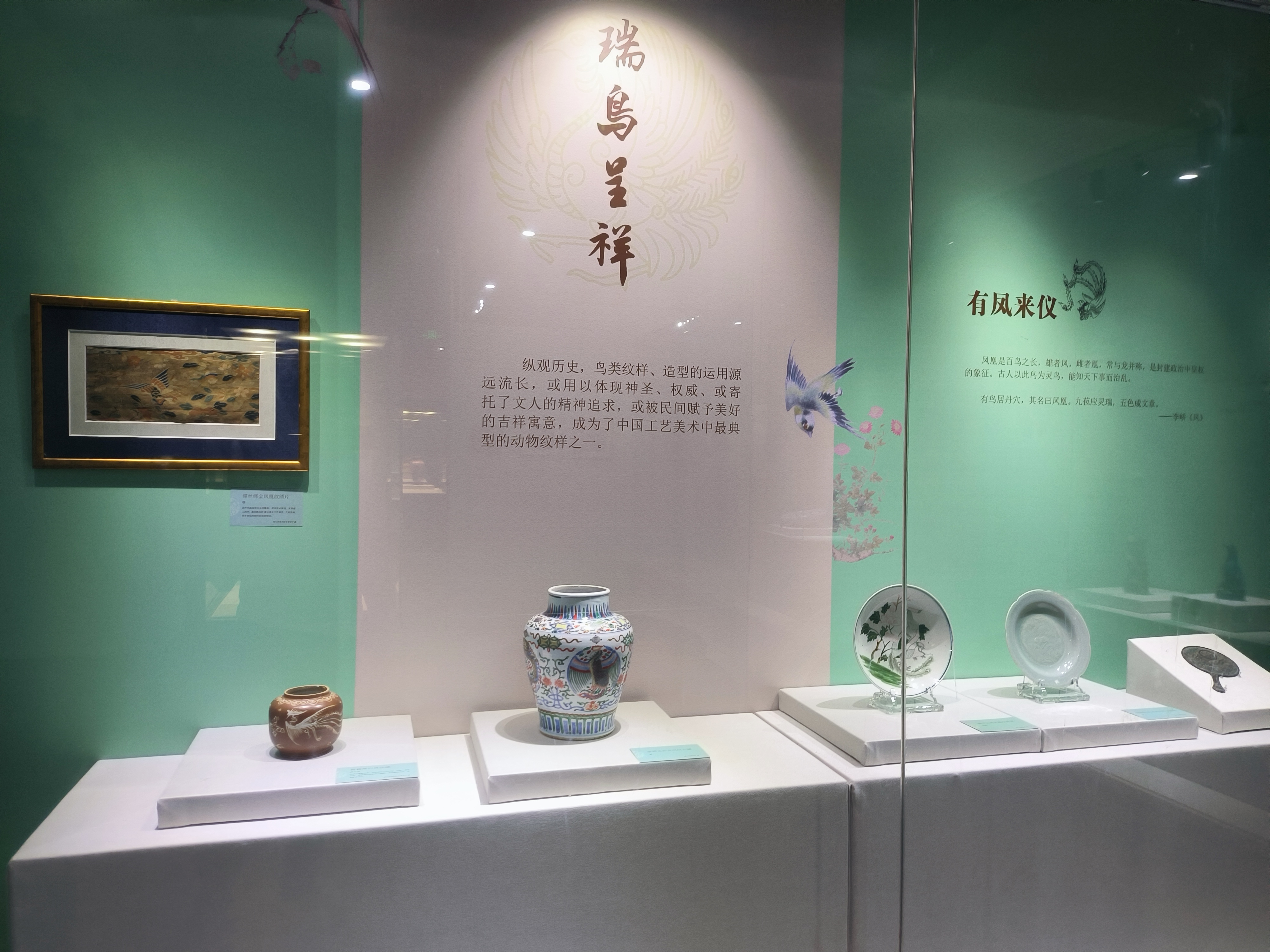
2025年1月“翎集鹭鸟”临时展厅展出的陶瓷器。

## 附属馆所
在本馆之外，厦门市博物馆还下辖5个馆所，分别是厦门郑成功纪念馆、厦门经济特区纪念馆、厦门破狱斗争旧址、陈公祠和陈胜元故居。

### 纪念馆
厦门郑成功纪念馆设在鼓浪屿永春路73号西林别墅内，原建筑建造于1920—1930年代，目前是全国重点文物保护单位——鼓浪屿近代建筑群的子项之一。纪念馆始成立于1962年，内设有“郑成功史迹陈列”，展陈面积1500平方米，介绍郑成功的生平事迹，并重点展示了其抗清和收复台湾的历史；厦门经济特区纪念馆建筑位于湖里区，为原厦门经济特区管理委员会综合办公楼、湖里区人民政府综合办公楼，目前是湖里区文物保护单位，建成开馆于2008年12月，内设有“大厦之门 敢拼会赢——厦门经济特区建设历史陈列”，展陈面积3600平方米，展线长745米，介绍厦门经济特区成立40年以来的经济发展成就。

### 旧址、故居和祠

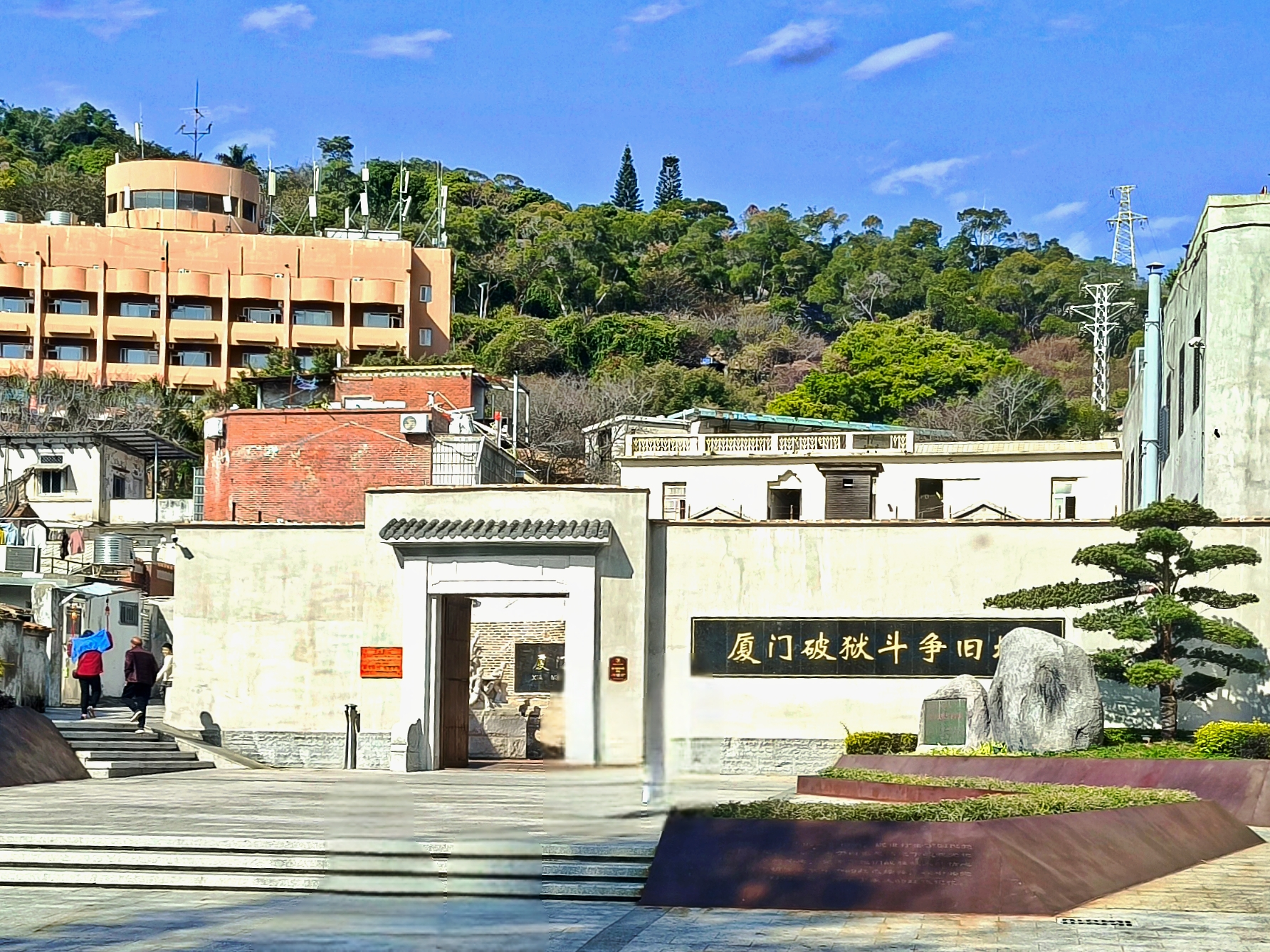
厦门破狱斗争旧址

厦门破狱斗争旧址位于思明区思明南路451号，原建筑占地800平方米，目前是全国重点文物保护单位，曾先后为清朝厦防同知署及民国思明县监狱，因中共福建早期组织在1930年5月25日在此武装劫狱而得名，2006年5月25日面向公众开放，设有“厦门破狱斗争陈列”，通过图片、文字、模型等形式介绍展示厦门大劫狱的相关历史；陈胜元故居位于湖里区殿前六路，现建筑为厦门市政府于2001年按原建筑原形重建，为厦门市文物保护单位，占地1298平方米，内设“鸦片战争与厦门”展览，展出20余件实物、5套旧家具以及若干图片；陈化成祠位于思明区公园西路15号，占地188平方米，是光绪帝下旨建造的祭祀抗英将领陈化成的祠堂，1850年建成，现为厦门市文物保护单位，祠内设“陈化成事迹展”，通过图片、铜炮等展品展示陈化成生平和抗英事迹。